# Saint-Pierre-de-Varengeville

Saint-Pierre-de-Varengeville este o comună în departamentul Seine-Maritime, Franța. În 1 ianuarie 2022 avea o populație de 2.301 de locuitori.